# Вълковия (община Маврово и Ростуше)
Вижте пояснителната страница за други значения на Вълковия.
Вълковия (на македонска литературна норма: Волковија; на албански: Vallkavia) е село в Северна Македония, в община Маврово и Ростуше.

## География
Селото е разположено в областта Горна Река в северните склонове на Чаушица на левия бряг на Радика след вливането на Мавровската река. От Гостивар Вълковия е отдалечено на 32 километра.

## История

### Етимология
Според „Българския етимологичен речник“ името е вълк и изчезнало съществително вѝя, виене, надаване на вой, образувано от глагола вѝя и наставката -ия – подобно на местното име Градобѝя, благословѝя, носѝя, просѝя, съсипѝя.

## История
Заедно с Лазарополе и Галичник в XIX век Вълковия е едно от най-богатите и развити села в Реканска каза на Османската империя. В края на века Вълковия е разделено в конфесионално отношение албанско село. В „Етнография на вилаетите Адрианопол, Монастир и Салоника“, издадена в Константинопол в 1878 година и отразяваща статистиката на населението от 1873 година, Вълковия (Valcovia) е посочено като село с 40 домакинства, като жителите му са 115 албанци православни.
Според статистиката на Васил Кънчов („Македония. Етнография и статистика“) в 1900 Вълковия има 150 жители арнаути християни и 150 арнаути мохамедани.
На Етнографската карта на Битолския вилает на Картографския институт в София от 1901 година Вълковия е чисто албанско, но смесено православно-мюсюлманско село в Реканската каза на Дебърския санджак с 43 къщи.
Според митрополит Поликарп Дебърски и Велешки в 1904 година във Волковия има 16 сръбски къщи. По данни на секретаря на Българската екзархия Димитър Мишев („La Macédoine et sa Population Chrétienne“) в 1905 година християнското население на Вълковия се състои от 132 албанци.
Албанците християни са привлечени от сръбската пропаганда и според статистика на вестник „Дебърски глас“ в 1911 година във Вълковия има 13 албански патриаршистки и 18 албански мюсюлмански къщи.
След Междусъюзническата война селото попада в Сърбия.
На етническата си карта на Северозападна Македония в 1929 година Афанасий Селишчев отбелязва Вълковия като албанско село.
В 1961 Вълковия има 182 жители – 115 северномакедонци и 67 албанци. В 1994 година жителите на селото са 76 - 24 македонци и 52 албанци, а според преброяването от 2002 година селото има 89 жители.
| Националност     | Всичко |
| северномакедонци | 9      |
| албанци          | 80     |
| турци            | 0      |
| роми             | 0      |
| власи            | 0      |
| сърби            | 0      |
| бошняци          | 0      |
| други            | 0      |

## Личности
Родени във Вълковия
- Глигор Стойковски (р. 1952), северномакедонски писател